# حادثة إطلاق النار في لويستون 2023
في 25 أكتوبر 2023، وقع إطلاق نار جماعي في موقعين في مدينة لويستون، مين ، في الولايات المتحدة. وقُتل ما لا يقل عن 15 شخصاً، وأصيب العشرات. ونشرت إدارة شرطة لويستون صورة لشخص محل اهتمام، بينما لا تزال عملية المطاردة مستمرة.

## إطلاق النار
في حوالي الساعة 7:15 مساءً بتوقيت شرق الولايات المتحدة، وصلت الشرطة وأفراد الإطفاء والإنقاذ إلى مطعم عائلي وصالة بولينغ، بعد بلاغ عن وجود إطلاق نار نشط. وبعد فترة وجيزة تم الإبلاغ عن حادث إطلاق نار ثانٍ في مطعم وبار اخر. وتم الإبلاغ عن إطلاق نار في مركز توزيع وول مارت في المنطقة، لكن لم يحدث إطلاق نار هناك بحسب الشركة.
نبه مكتب عمدة مقاطعة أندروسكوجين وشرطة ولاية مين السكان إلى وجود مطلق نار نشط في حوالي الساعة 8:00 مساءً وأصدر مكتب الشريف صورًا لمطلق النار باستخدام "بندقية هجومية عالية القوة".
وكان قد بدأ مركز ماين الطبي المركزي التنسيق مع مستشفيات المنطقة المحلية لاستقبال الضحايا. وتم نقل العديد من الضحايا إلى مركز مين الطبي، وهو أكبر مركز طبي في الولاية. حيث ان المستشفى مغلق.

## ما بعد الكارثة
تم تطبيق أمر الاحتماء في المكان في مدينة لويستون، وثم إغلاق المدارس. وأصدرت مدينة أوبورن أمرها الخاص بالاحتماء في المكان وأمرًا آخر لإغلاق الشركات. وقال مركز ماين الطبي المركزي في لويستون إنه ينسق مع مستشفيات المنطقة لاستقبال المرضى.
وتم إلغاء الفصول الدراسية في كلية سنترال ماين المجتمعية والمدارس في منطقة مدارس لويستون العامة في 26 أكتوبر ردًا على إطلاق النار. ويقوم حالياً مكتب التحقيقات الفيدرالي (FBI) ومكتب الكحول والتبغ والأسلحة النارية والمتفجرات (ATF)  بمساعدة السلطات المحلية.

## الضحايا
أفادت التقارير في البداية أن ما لا يقل عن 22 شخصًا قتلوا، وأصيب 50-60 شخصًا، على الرغم من أن المصادر أكدت لاحقًا أن عدد القتلى كان يتراوح بين 15 و20 شخصًا وأن 50 شخصًا أصيبوا. ولم يتم إطلاق النار على جميع المصابين؛ وأصيب البعض بسبب التدافع.
حددت الشرطة هوية الشخص محل الاهتمام، لكن لم يتم تصنيفه كمشتبه به. ووفقاً لمكتب الشريف فإن الشخص المعني لا يزال طليقاً وهو "مسلح وخطير". ونشر صور للشخص المشتبه به، وهو رجل أبيض، وسيارة سوبارو أوت باك بيضاء موديل 2013 متصلة بعمليات إطلاق النار في محاولة للتعرف على الشخص. وفقًا لنشرة شرطة الولاية، فإن الشخص محل الاهتمام هو مدرب أسلحة نارية تم تدريبه من قبل الجيش.